# Ilan Eshkeri
Ilan Eshkeri (ur. 7 kwietnia 1977 w Londynie) – brytyjski kompozytor ścieżek dźwiękowych na potrzeby filmów i telewizji.
Eshkeri był dwukrotnie nominowany do World Soundtrack Award: w 2005 za ścieżkę filmu Trinity oraz w 2007 za Hannibal. Po drugiej stronie maski.

## Twórczość

### Filmy
- Baranek Shaun: Film (2015)
- Telstar (2008)
- Virgin Territory (2007)
- Gwiezdny pył (2007)
- Straightheads (2007)
- Hannibal. Po drugiej stronie maski (2007)
- The First Emperor (2006) (TV)
- The Banker (2004)
- Pierścień Nibelungów (2004)
- Layer Cake (2004)
- Colosseum: A Gladiator’s Story (2003) (TV)
- Trinity (2001)
- Helikopter w ogniu (Black Hawk Down) (2001)

### Gry komputerowe
- The Sims 4 (2014)
- Ghost of Tsushima (2020)